# The Cheat (película de 1915)
The Cheat (La marca) es una película muda de drama de 1915, dirigida por Cecil B. DeMille, protagonizada por Fannie Ward, Sessue Hayakawa, y Jack Dean, el marido en la vida real de Ward.
En 1993, la película fue seleccionada para preservarse en el Registro Nacional de Películas de los Estados Unidos

## Sinopsis
Edith Hardy es una mujer de sociedad mimada quién continuamente compra ropa cara aun cuando su marido, Richard, le dice que todo su dinero está invertido en especulaciones bursátiles y no puede pagar sus facturas hasta que suban las acciones. Incluso se retrasa en pagarle a su sirvienta su sueldo, y Richard, avergonzado, también debe hacerlo. Edith es también la tesorera de la campaña local para la recaudación de fondos de la Cruz Roja para refugiados belgas, la cual celebra un baile de gala en la casa de Hishuru Tori, un rico comerciante de marfil japonés (o, en la reedición de 1918, Haka Arakau, un rico mercader de marfil birmano). Es un hombre elegante y peligrosamente atractivo, por quien Edith parece un poco atraída; él le muestra su habitación llena de tesoros, y marca uno de ellos con un sello calentado al rojo para mostrar que le pertenece.
Un amigo de la sociedad de los Hardy le dice a Edith que la especulación de Richard no será rentable y que conoce una mejor; luego le ofrece doblar su dinero en un día si ella se lo da para así invertir en la empresa sugerida. Edith, queriendo vivir en la abundancia y poco dispuesta a esperar a que Richard se de cuenta de sus especulaciones, toma $10,000 de lo que la Cruz Roja recaudó de la caja fuerte de su dormitorio y los da al amigo.
Sin embargo, al día siguiente su amigo, horrorizado, le dice que su inversión no valía nada y que el dinero está totalmente perdido. Las damas de la Cruz Roja tienen programada la entrega del dinero al fondo para los refugiados para el día siguiente. Edith va a ver a Tori/Arakau para pedir un préstamo, y él acepta escribirle un cheque a cambio de sus favores íntimos al día siguiente. Ella acepta esto a regañadientes, toma su cheque y se dispone a reponer el dinero a la Cruz Roja. Entonces Richard anuncia eufórico que sus inversiones han dado sus frutos y que son muy ricos. Edith le pide $10,000, diciendo que es para una deuda puente, y él hace el cheque sin chistar.
Ella se lo da a Tori/Arakau, pero él le dice que no puede comprar así su salida del trato. Cuándo ella lucha contra sus insinuaciones, él toma su sello calentado al rojo con la que marca sus posesiones y la marca en uno de sus hombros. En su lucha tras ello, encuentra una pistola en el piso y le dispara. Ella se escapa justo cuando Richard, al escuchar el alboroto, irrumpe en la casa. Él encuentra el cheque que le escribió a su mujer. Tori/Arakau ha sido sólo herido en el hombro, más no asesinado; cuándo sus criados llaman a la policía, Richard declara que él le disparó, y Tori/Arakau no lo discute.
Edith le ruega a Tori/Arakau para que no presente cargos, pero él se rehúsa a perdonar a Richard. Ella visita a Richard en su celda y le confiesa todo. Richard le ordena que no se lo diga a nadie más y que le deje asumir la culpa. En el juicio, tanto él como Tori/Arakau, con el brazo en cabestrillo, testifican que Richard disparó, pero no aclaran el motivo. El jurado encuentra a Richard culpable.
Esto es demasiado para Edith, quien apresurándose a subir al estrado de los testigos grita que fue ella quien le disparó a Tori/Arakau, acto seguido dice "y esto es mi defensa": enseña su hombro y muestra ante todos en el tribunal la marca. Los espectadores masculinos se giran furiosos, y un poco racistas, y corren al frente, claramente pretendiendo linchar a Tori/Arakau, incluso algunos le llegan a agredir. El juez lo protege y logra detenerlos. Entonces anula el veredicto, y el fiscal retira los cargos. Richard amorosa y protectoramente dirige a la castigada Edith fuera del juzgado.

## Reparto
- Fannie Ward como Edith Hardy
- Sessue Hayakawa como Hishuru Tori (versión original) / Haka Arakau (reedición de 1918)
- Jack Dean como Richard Hardy
- James Neill como Jones
- Yutaka Abe como el valet de Tori/Arakau
- Dana Ong como el abogado del distrito
- Hazel Childers como Sra. Reynolds
- Arthur H. Williams como Juez del Tribunal (Juez Arthur H. Williams)
- Raymond Hatton como espectador de la sala de audiencias (sin acreditar)
- Dick La Reno como espectador de la sala de audiencias (sin acreditar)
- Lucien Littlefield como el secretario de Hardy (sin acreditar)

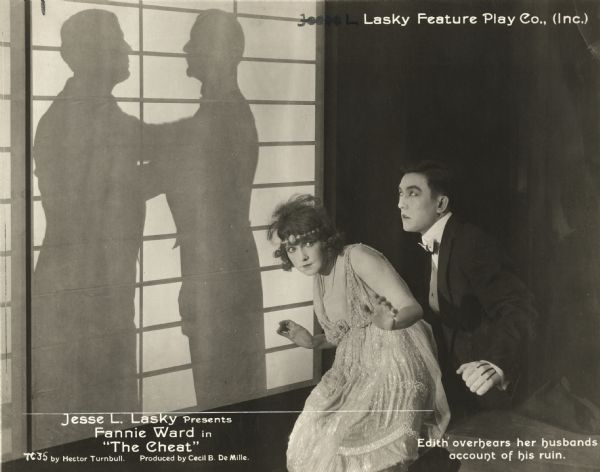
Edith Hardy (Fannie Ward) e Hishuru Tori (Sessue Hayakawa) en una fotograma de The cheat.

## Producción y lanzamiento
En su estreno, The Cheat fue tanto un éxito con la crítica como en lo comercial. El presupuesto de la película era de $17,311. La recaudación fue de $96,389 a nivel nacional y de $40,975 en el extranjero.
En su estreno, el personaje de Hishuru Tori fue descrito como un comerciante de marfil japonés. Los estadounidenses de origen japonés protestaron contra la película por retratar al personaje japonés como alguien siniestro. En particular, un diario japonés de Los Ángeles, Rafu Shimpo, libró una campaña contra la película y criticó fuertemente la aparición de Hayakawa. Cuándo la película se reestrenó en 1918, el personaje de Hishuru fue rebautizado como "Haka Arakau" y descrito en las tarjetas de título como un "rey del marfil birmano". El cambio del nombre y la nacionalidad del personaje se hicieron porque Japón era un aliado estadounidense en la época. A pesar de los cambios, la película estuvo prohibida en el Reino Unido y nunca fue lanzada en Japón.
La película inspiró a los críticos de películas franceses  para acuñar el nuevo término "fotogenia" para especificar las cualidades específicas del medio cinematográfico y fue filmada con un uso innovador de la iluminación que ayudó a crear conciencia para tomar al cine como una forma de arte serio.

## Reconocimientos
La película estuvo nominada para la lista del American Film Institute 100 Años...100 películas de suspense en el 2001. También lo estuvo en el 2007 para la lista de la AFI 100 Años...100 Películas (Edición 10° aniversario).

## Remakes
Se realizaría un remake en 1923, con George Fitzmaurice como director y Pola Negri y Jack Holt como protagonistas. En 1931, Paramount realizaría otro remake, con el magnate de Broadway  George Abbott como director y protagonizado por Tallulah Bankhead.
También se realizaría un remake en Francia conocida como Forfaiture (1937) dirigida por Marcel L'Herbier. Esta versión, aun así, hace cambios significativos a la historia original, aunque Hayakawa estuvo una vez más como el hombre asiático atractivo.

## Disponibilidad
Una copia de The cheat está preservada en el George Eastman Museum. Esta versión es una reedición de 1918 que incluye los cambios al personaje de Hishuru Tori.
The cheat, la cual es ahora de dominio público, fue lanzada en DVD en 2002 junto con otra película de DeMille, Manslaughter (1922) por Kino International.